# OGLE-TR-182b

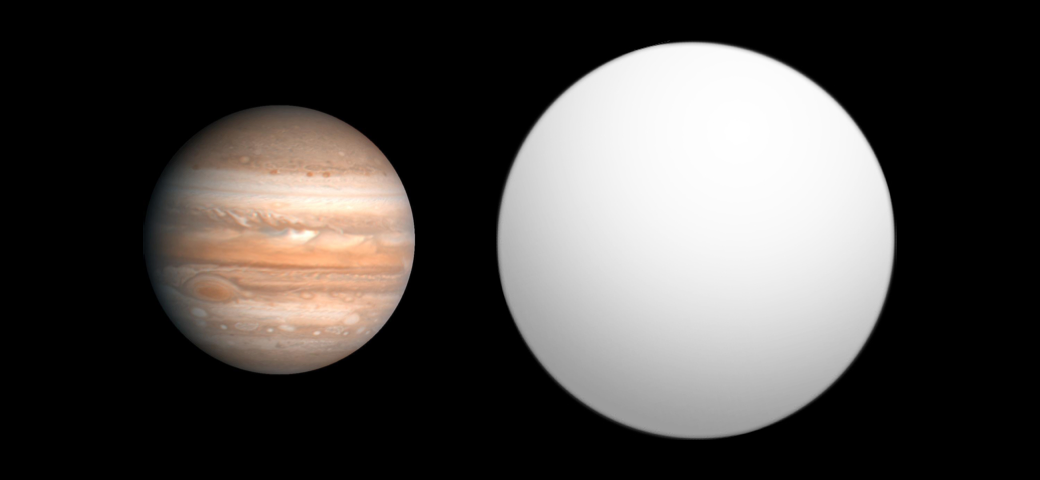

OGLE-TR-182b는 지구로부터 약 12,700광년 떨어져 있는 OGLE-TR-182 주위를 돌고 있는 외계 행성이다. 이 행성은 우리 눈으로 볼 때 항성 앞을 지나가면서 빛을 가린다. 따라서 대부분의 외계 행성들과는 달리 OGLE-TR-182b의 질량은 정확하게 알려져 있다. b의 질량은 목성과 거의 비슷하며 항성으로부터 가까이 자리잡고 있기 때문에 대기 상층부가 가열되어 반지름은 목성보다 13퍼센트 더 크다. 1 공전주기는 약 4일에 불과하며 항성과의 거리는 태양~지구 간격의 12분의 1 수준이다. 직접 관측된 존재가 아니라서 어떻게 생겼는지는 알 수 없지만, 수많은 뜨거운 목성과 비슷한 형태를 띠고 있으리라 추측하고 있다.

## 같이 보기
- 광학 중력 렌즈 실험

## 참고 문헌
1. ↑  Pont;  외. (2008). “A transiting planet among 23 new near-threshold candidates from the OGLE survey - OGLE-TR-182”. 《Astronomy and Astrophysics》 487 (2): 749-754. doi:10.1051/0004-6361:20078949.